# The Basketball Classic
Il The Basketball Classic, anche noto come TBC è stato un torneo di pallacanestro statunitense a livello di college. Fondato dal sito Collegeinsider.com e concepito come successore del CIT, chiuso nel 2019, si disputò la prima volta nel 2022. Il torneo raccoglieva le squadre di NCAA Division I non qualificate alla postseason e non invitate al NIT o al CBI.
Il torneo era strutturato su tre turni a eliminazione diretta e le partite venivano disputate nei campus delle università partecipanti.

## Albo d'oro
| Anno | Campione            | MVP              |
| ---- | ------------------- | ---------------- |
| 2022 | Fresno St. Bulldogs | Orlando Robinson |
| 2023 | Non disputato       | Non disputato    |